# Якупович, Арнель
Арне́ль Яку́пович (нем. Arnel Jakupović; родился 29 мая 1998 года, Австрия) — австрийский футболист, нападающий словенского клуба «Осиек».

## Клубная карьера

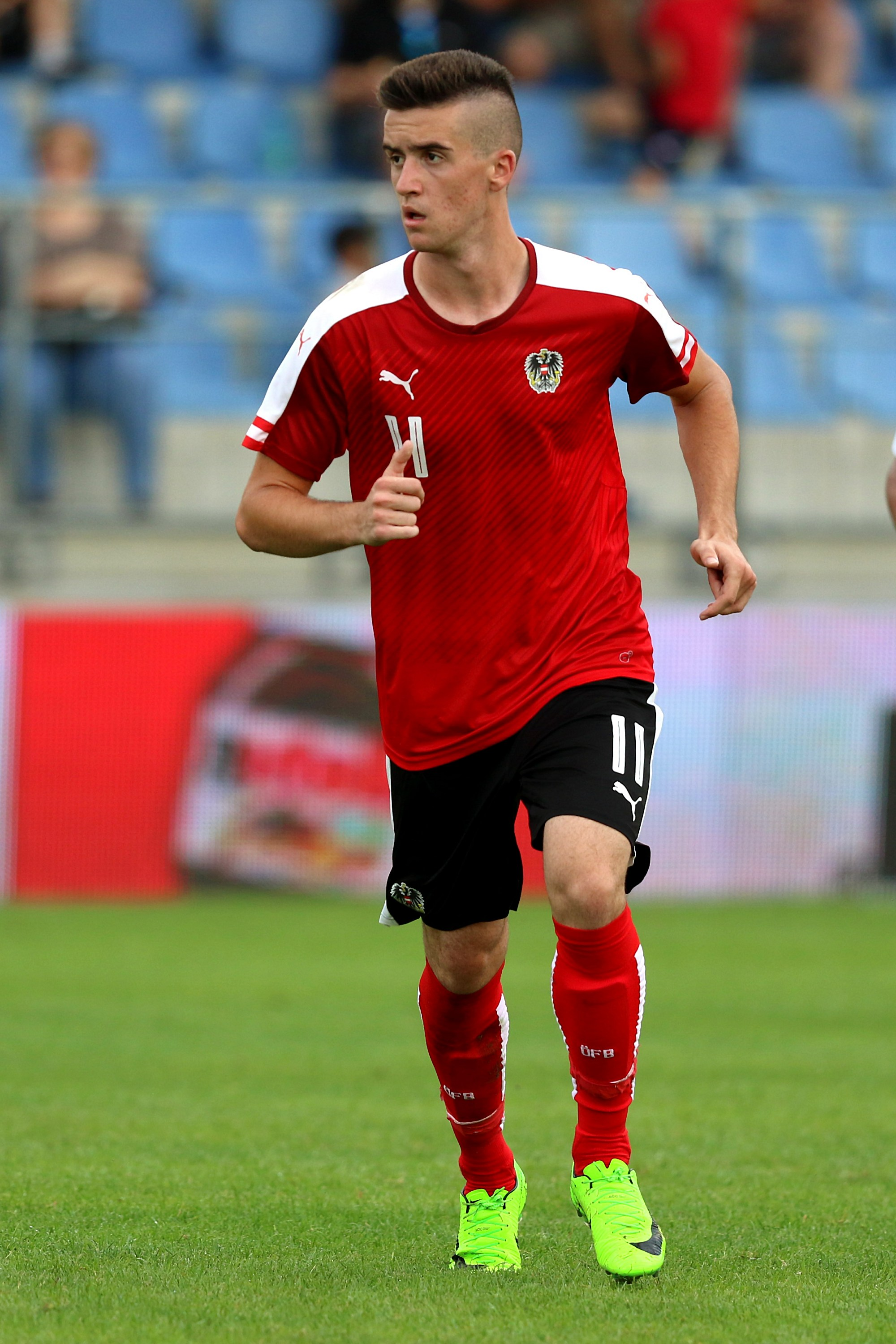
Якупович в составе молодёжной сборной Австрии

Якупович начал профессиональную карьеру в венской «Аустрии». В 2015 году он был приглашён в английский «Мидлсбро». Зимой 2017 года Арнель перешёл в итальянский «Эмполи», подписав контракт на 4,5 года. Сумма трансфера составила 1 млн евро. 7 мая в матче против «Болоньи» он дебютировал в итальянской Серии A, заменив во втором тайме Хосе Маури. По итогам сезона клуб вылетел в Серию B, но Арнель остался в команде.

## Международная карьера
В 2015 году Якупович попал в заявку юношеской сборной Австрии на участие в юношеском чемпионате Европы в Болгарии. На турнире он сыграл в матчах против команд Испании, Хорватии и Болгарии.
В 2016 году в составе юношеской сборной Австрии (до 19 лет) Арнель принял участие в юношеском чемпионате Европы в Германии. На турнире он сыграл в матчах против команд Португалии, Италии и Германии. В поединке против португальцев Якупович забил гол.